# أنتوني يونغ (لاعب كرة قاعدة)
أنتوني يونغ (بالإنجليزية: Anthony Young)‏ هو لاعب كرة قاعدة أمريكي، ولد في 19 يناير 1966 في هيوستن في الولايات المتحدة، وتوفي في 27 يونيو 2017.

## وصلات خارجية
- أنتوني يونغ على موقعبيزبول رفرنس.كوم (الدوري الرئيسي) (الإنجليزية)
- أنتوني يونغ على موقعبيزبول رفرنس.كوم (الدوري الثانوي) (الإنجليزية)
- أنتوني يونغ على موقع جمعية أبحاث البيسبول الأمريكية (الإنجليزية)